# Hugo Ehrlich
Hugo Ehrlich, né le 31 janvier 1879 à Zagreb et mort le 21 septembre 1936 dans la même ville, est un architecte croate.

## Famille et formation
Hugo Ehrlich est né à Zagreb dans une famille juive prospère. Son père était l'ingénieur et entrepreneur Herman Ehrlich. Il a été élevé avec ses frères Adolf, Ernest et Đuro. En 1897, Ehrlich entra à l'Université technique de Vienne, comme son frère Đuro l'avait fait quelques années auparavant. Il étudia sous la direction de l'architecte Karl König et travailla en tant qu'associé dans son atelier pendant ses études.

## Œuvres

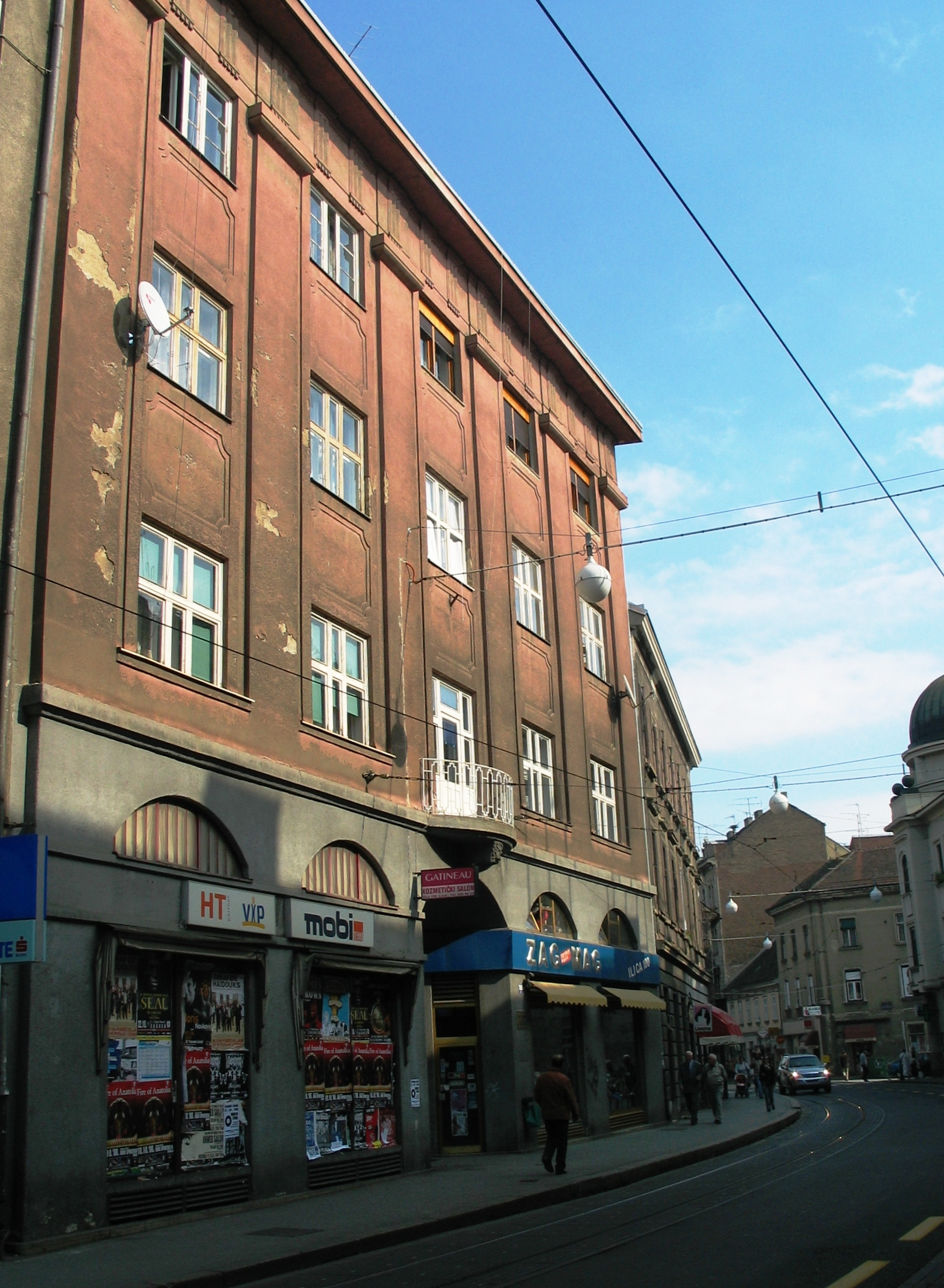
Immeuble résidentiel et commercial, 1912